# Comment réussir... quand on est con et pleurnichard
Comment réussir... quand on est con et pleurnichard è un film del 1974 diretto da Michel Audiard.